# 3 of a Kind
3 of a Kind ist ein aus Großbritannien stammender Dance-Act, der 2004 mit dem Titel „Baby Cakes“ in Großbritannien einen Nummer-1-Hit landete.

## Hintergrund
Die Mitglieder der Gruppe sind Liana Caruana (alias Miz Tipzta), Nicholas Gallante (alias Devine MC) and Marc Portelli (alias Marky P). In Irland erreichte der Titel Platz 15 und in Frankreich Platz 31 der Hitparade. In Deutschland waren 3 of a Kind nicht in den Charts vertreten. Die Gruppe konnte nach „Baby Cakes“ keine weiteren Erfolge verzeichnen und verbleibt damit ein One-Hit-Wonder.